# One Worldwide Plaza
L'One Worldwide Plaza és un complex compost de dos gratacels a New York, del qual la construcció s'ha acabat el 1989. Està situat entre la Vuitena Avinguda i la Novena Avinguda, i entre el carrer 49 i el 50, a l'emplaçament del 3r Madison Square Garden. L'One Worldwide Plaza és un immoble d'oficines comercials, mentre que els edificis veïns, el Two Worldwide Plaza i el Three Worldwide Plaza són essencialment de vocació residencial.
L'One Worldwide Plaza mesura 237 metres, i compta 49 pisos. La superfície total d'oficines comercials és de 139,355 m², i l'edifici compta de tres entrades per tal de satisfer al millor possible els diferents arrendataris. El cor de l'edifici està essencialment compost de granit i d'un betó especial, el precast concrete, mentre que la façana està composta de maons. El gratacel és a més a més recobert per una teulada de coure, batejat «Diamant de David» (David's Diamond) en honor del seu arquitecte, David Childs, del gabinet d'arquitectes Skidmore, Owings and Merrill, que és actualment l'encarregat de la construcció de la Freedom Tower que hauria de ser acabada el 2010. La construcció de l'One Worldwide Plaza va ser a més a més al cor d'un fulletó iniciat per la BBC i PBS, i batejat Skyscraper: The Making of the Building: «Gratacel: la construcció d'un edifici».
La Worldwide Plaza està composta de tres edificis, separats d'un mig block. La Plaza és un espai verd, situat al centre del conjunt, i que va ser acordat pels urbanistes de la ciutat. La creació i la gestió d'aquest espai públic va portar a la construcció de pisos suplementaris a la torre. La Plaza conté avui una quarantena d'arbres, així com nombroses plantacions, i el centrehi ha una font, creada per Sidney Simon i batejada «Les quatre estacions»; aquesta font està composta de quatre estàtues femenines, que tenen cadascuna un globus representant una estació.